# 楊卓 (宣統進士)
楊卓（1887年—？年），字雲巖，江蘇省松江府上海縣人，宣統三年進士。
其父楊逸，字東山，號魯石，又號盥雪翁，爲清末民初海上畫派的重要畫家，曾撰有記載海派書畫家史料的《海上墨林》。

## 生平
- 光緒三十三年（1907年）春，入學北洋大學堂工科採礦冶金門乙班生[4]，宣統二年畢業。
- 宣統三年三月，學部會考北洋大學堂畢業學生，得73.79分，列優等[5]
- 宣統三年四月，賞給進士出身，改為翰林院庶吉士[6]。
- 漢冶萍公司送美國培訓，入美國理海大學，後任漢陽鐵廠製鋼股副股長[7]。

## 延伸阅读
[在维基数据编辑]
 《游美同學錄·楊卓》，出自《游美同學錄》